# Eugen Fuchs (Jurist)
Eugen Fuchs (geboren 6. Februar 1856 in Koschentin, Oberschlesien, Königreich Preußen; gestorben 22. Dezember 1923 in Berlin) war ein deutscher Rechtsanwalt. Er trat besonders als Kenner auf dem Gebiet des Sachenrechts hervor.

Eugen Fuchs (1919)

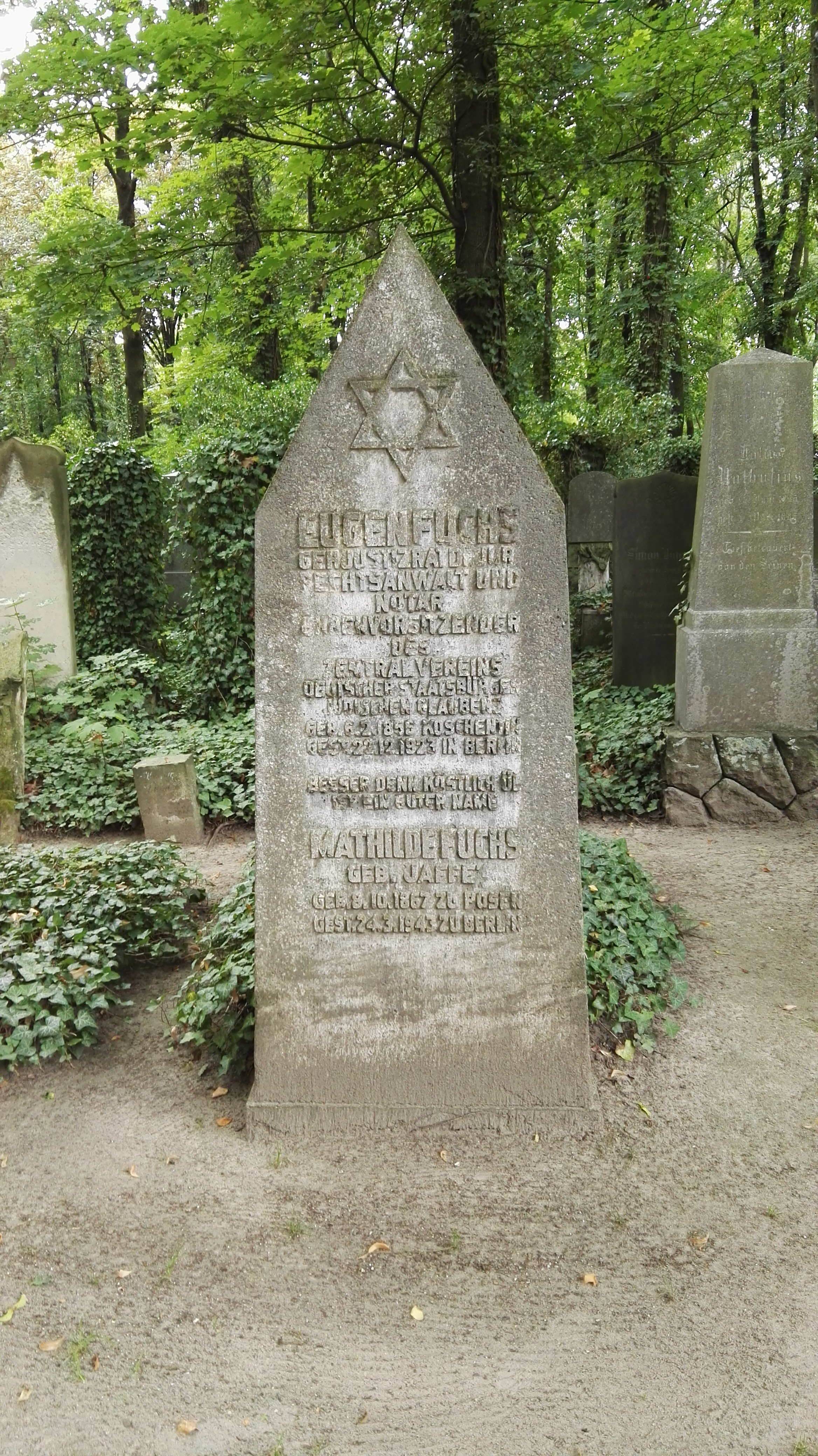
Grabstätte

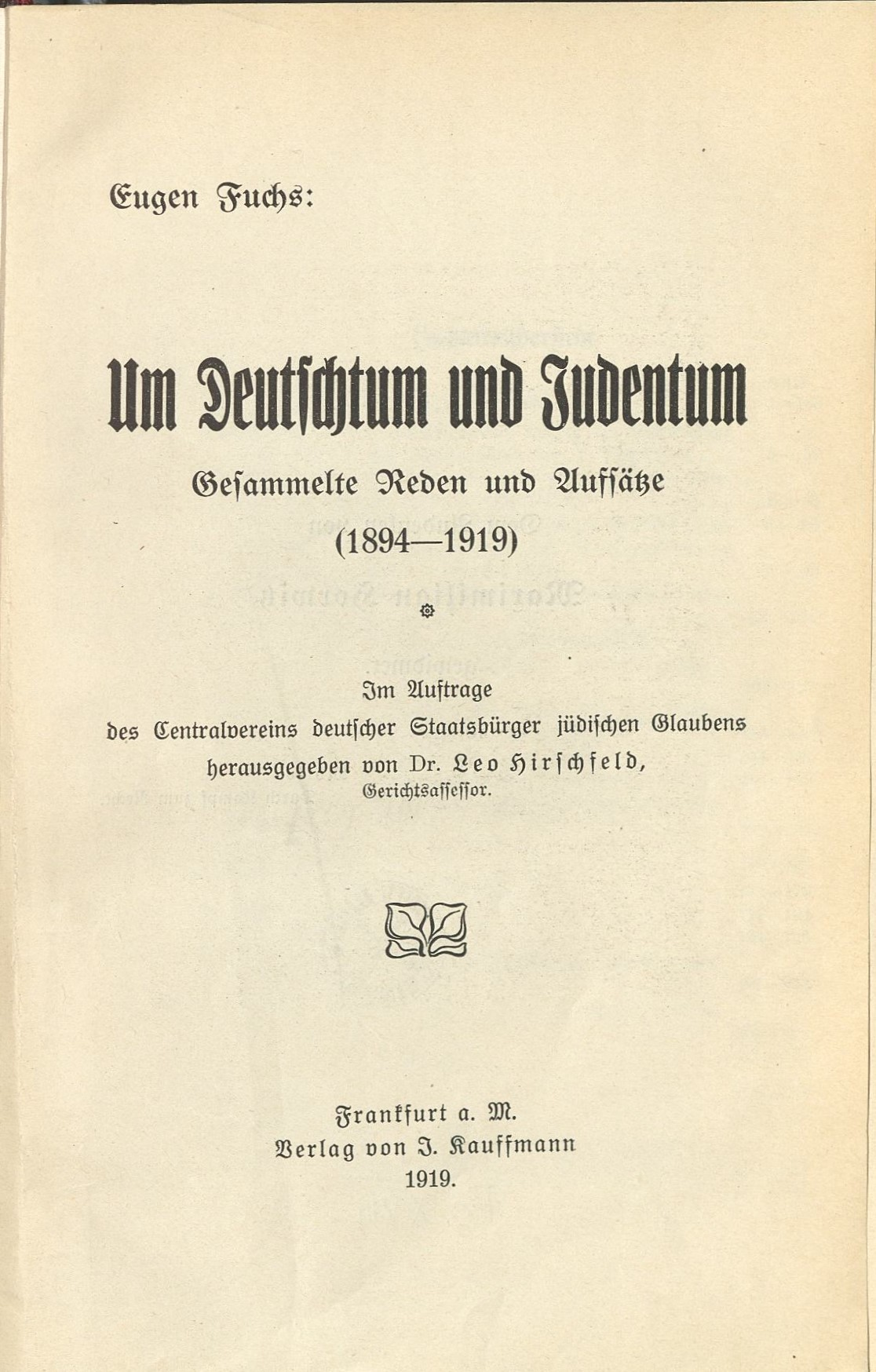
Um Deutschtum und Judentum (1919)

## Leben
Eugen Fuchs besuchte bis zu seinem zwölften Lebensjahr die jüdische Elementarschule und im Anschluss das Friedrichsgymnasium in Breslau. Von 1874 bis 1877 studierte er Rechtswissenschaften, 1883 promovierte er in Leipzig. Von 1896 bis 1911 war er Vorstandsmitglied der Berliner Anwaltskammer, 1905 bis 1923 Vorstandsmitglied des Anwaltvereins. Als einziger Jude wurde Fuchs 1906 in Berlin in die Kommission für die große juristische Staatsprüfung berufen. Ab 1915 war er Redakteur der Juristischen Wochenschrift.
Er war außerdem (1893) Mitbegründer und Führer des C. V. und versuchte als dessen Vorsitzender (1917–1919), den Gedanken einer Synthese von Deutschtum und Judentum zu vertiefen. Daraus folgte sein prinzipieller Antizionismus. Fuchs bekämpfte zudem entschieden den Antisemitismus und setzte sich öffentlich mit Werner Sombart und Heinrich von Treitschke auseinander.
Sein Grab befindet sich auf dem Jüdischen Friedhof Berlin-Weißensee.

## Schriften (Auswahl)
- Das Wesen der Dinglichkeit. Ein Beitrag zur allgemeinen Rechtslehre und zur Kritik des Entwurfs eines bürgerlichen Gesetzbuches für das Deutsche Reich. Heymanns, Berlin 1888.
- Grundbuchrecht. Kommentar zu den grundbuchrechtlichen Normen des Bürgerlichen Gesetzbuchs und zur Grundbuchordnung. 2 Bände (Bd. 1: Materielles Grundbuchrecht. Bd. 2: Formelles Grundbuchrecht.). Heine, Berlin 1902–1908.
- „Die Zukunft der Juden“. Ein Referat über Werner Sombarts Schrift. Verlag des Central-Vereins deutscher Staatsbürger jüdischen Glaubens, Berlin 1912.
- Grundbegriffe des Sachenrechts. Moeser, Berlin 1917.
- Um Deutschtum und Judentum. Gesammelte Reden und Aufsätze (1894–1919). Herausgegeben von Leo Hirschfeld im Auftrag des Centralvereins deutscher Staatsbürger jüdischen Glaubens. Kauffmann, Frankfurt am Main 1919, (Digitalisat).